# CHLOE/クロエ
『CHLOE/クロエ』（原題: Chloe）は、アトム・エゴヤン監督による、2009年製作の映画。2004年に公開された、アンヌ・フォンテーヌ監督による映画『恍惚』（原題: Nathalie...）のリメイク作品。

## キャスト
| 役名                     | 俳優                   | 日本語吹替 |
| ------------------------ | ---------------------- | ---------- |
| クロエ                   | アマンダ・サイフリッド | 佐古真弓   |
| デヴィッド・スチュアート | リーアム・ニーソン     | 菅生隆之   |
| キャサリン・スチュアート | ジュリアン・ムーア     | 深見梨加   |
| アンナ                   | ニーナ・ドブレフ       | 河出侑子   |
| マイケル・スチュアート   | マックス・シエリオット | 下野紘     |
| フランク                 | R・H・トムソン         | 相沢まさき |

## 評価

### 批評家の反応
Rotten Tomatoesでは146件のレビュー中51%が本作を支持し、平均点は5.7/10となった。Metacriticでは33名の批評家レビューに基づいて48点となった。

## 製作
- 本作の撮影期間中に、リーアム・ニーソンの妻ナターシャ・リチャードソンがスキー事故で脳死状態になり、ニーソンは妻のもとに駆けつけるため撮影を中断した。ニーソンが不在のため、脚本を変更した[4]。妻の死後から一週間後、ニーソンは残りのシーンを撮影するためセットに戻った[5]。